# Anàlisi d'espais
El concepte d'espai ha estat posat a discussió en nombroses ocasions, ja que és una idea massa complexa com per definir-la. Hi ha, a banda del tradicional espai físic –que es pot definir com el lloc on es troben els objectes, personatges i ens que componen cada escena del relat–, molts altres tipus d'espais, ja no per tenir definicions diferents (per exemple, l'espai com el cosmos que envolta els planetes) sinó simplement perquè cada persona es fa una idea diferent de l'espai que vol representar.

## Formes d'analitzar l'espai
En una primera instància, l'espai físic o topogràfic pot classificar-se entre espai horitzontal o vertical:.

### Espai topogràfic horitzontal
Comprèn de tots els llocs i elements que hi ha dins del lloc analitzat; és a dir, ciutats, rius, llacs, boscos, i qualsevol altre component del mapa del que calgui. En aquesta part de l'espai hi entra tot allò que es pugui veure o sentir, independentment que es tracti d'un espai real o d'un àmbit fantàstic.
Espai obert: Un espai obert és aquell les proporcions del qual no es deixen clares des del principi, ja sigui perquè són massa grans o perquè no interessa que es conegui. Normalment un espai obert també s'identifica com a espai exterior, però aquestes dues definicions no són sinònimes.
Espai tancat: Espai de dimensions conegudes o reduïdes, de manera que s'impedeix la visió del que hi ha més enllà de l'element que provoca aquest tancament. Quan l'element esmentat són parets i sostre, l'espai tancat passa a ser un espai interior, però les definicions no han de ser sinònimes.
Espai interior: Aquell que compta amb elements, usualment artificials, que bloquegen la vista a partir de certes dimensions donades, que normalment són les parets de, per exemple, una habitació.
Espai exterior: Espai que no compta amb limitacions artificials, sinó que continua fins on arriba a la vista. Hi pot haver delimitants naturals, com ara parets de gorges o canons, però segueix sent considerat espai exterior.
Per tal de fer una descripció correcta d'un espai topogràfic horitzontal, ja sigui visual (en una pel·lícula) o escrita (en una novel·la), cal barrejar les dues primeres definicions amb les dues segones, obtenint així els tipus d'espais següents: interior obert (exemple: una planta industrial de dimensions especialment grans), interior tancat (exemple: una habitació qualsevol), exterior obert (exemple: un prat) i exterior tancat (exemple: un gorg).
L'espai topogràfic horitzontal defineix els escenaris que trepitgen els personatges sense cap mena de significat ocult ni segones intencions. És, per tant, un espai denotatiu.

### Espai topogràfic vertical
Comprèn dels nivells de realitat de l'espai, i els classifica de manera subjectiva, segons criteris culturals – entre bons i dolents, principalment, però també entre imaginaris, reals o fantàstics.
Espai real: És aquell que existeix a la realitat de l'autor; és a dir, aquell que consta de punts de referència autèntics i fàcilment identificables
Espai imaginari: Els espais pròpiament dits no existeixen a la realitat, però en la gran majoria d'ocasions tenen una base no fantàstica. És a dir, no són identificables però hi ha llocs similars a la realitat de l'autor. També podria entrar en aquesta categoria un espai que només existís en la imaginació d'un personatge: tindria elements de la seva realitat, però no seria possible considerar-lo real.
Espai fantàstic: No és possible trobar cap relació amb cap tipus d'espai real. Tots els escenaris han sortit de la imaginació i, si bé es pot combinar amb els espais imaginaris, no és aquesta la seva finalitat inicial.
L'espai topogràfic vertical també jutjarà i descriurà, de manera explícita o no, els llocs considerats bons i dolents. Es tracta, doncs, d'un espai connotatiu.